# Glaucos (soldat)

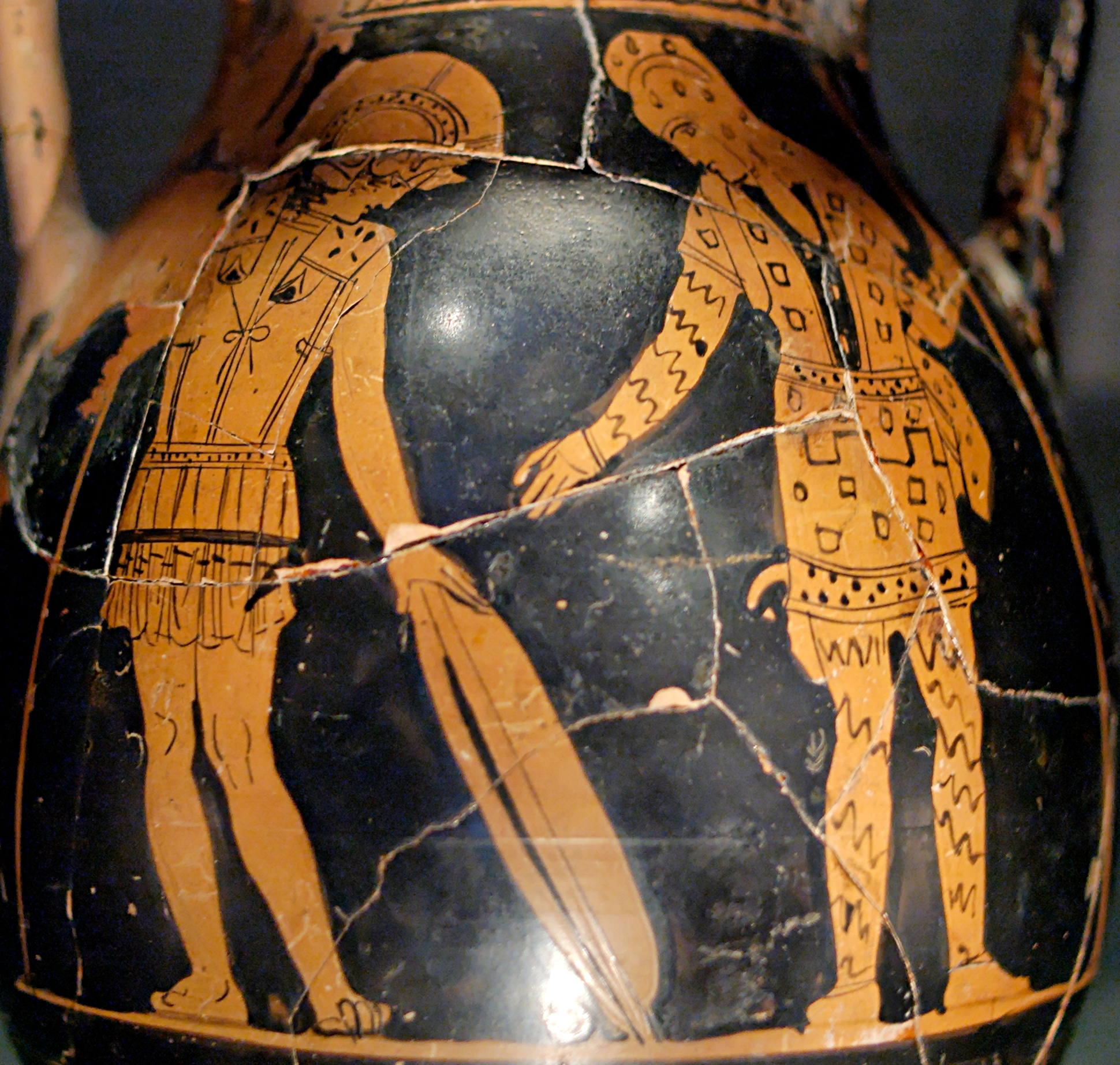
Diomedes och Glaucus

Glaucos, även Glaukos, på grekiska: Γλαῦκος, var en mytisk person som förekommer i Iliaden. 
Han var son till Hippolochus och en sonson till Bellerofon. Glaucus skall ha varit en befälhavare i den lykiska armen, vilken leddes av hans vän och kusin Sarpedon. Lykien var allierade med Troja under Trojanska kriget.